# Corazin
Corazin, detta anche Chorazin o Corozain, è una città della Galilea citata nel Nuovo Testamento, nei Vangeli di Matteo (11,21) e di Luca (10,13). Il suo nome significa "forno di fumo".

## Nella Bibbia
Corazin viene ripresa da Gesù poiché, nonostante egli vi avesse operato dei miracoli, i suoi abitanti non si erano convertiti.

## Localizzazione geografica

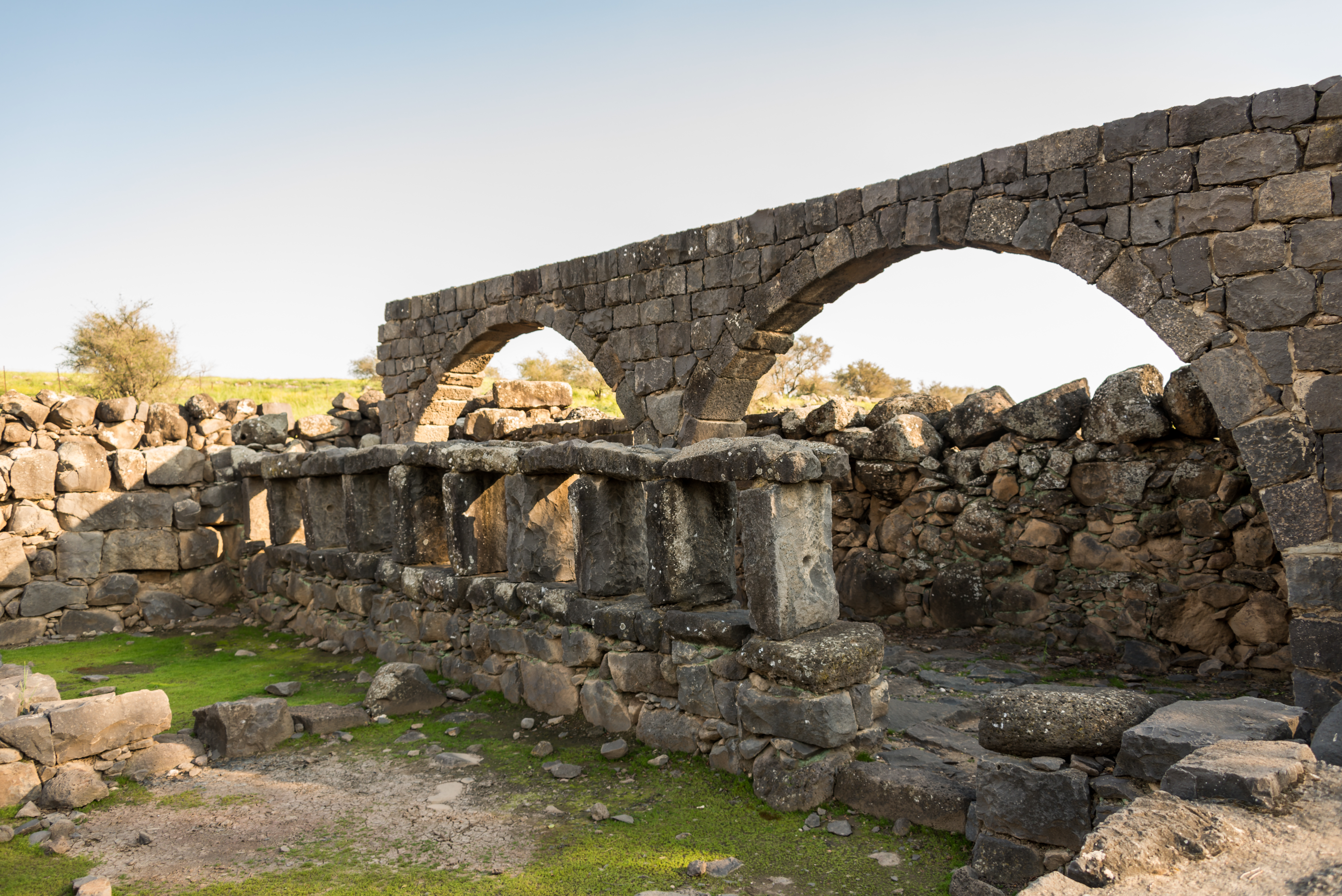
Le rovine di Khirbert Karazeb

Corazin è generalmente identificata con le rovine del luogo chiamato Khirbert Karazeb, situato circa 3 km a nord di Cafarnao. Le rovine includono anche i resti di una sinagoga costruita in pietre nere di basalto, ornata come quella di Cafarnao (come simboli scolpiti quali uccelli, animali, figure umane colorate che raccolgono e pigiano l'uva, e altri soggetti di natura pagana) ma più piccola. Solo una piccola parte dei 32 ettari di questo luogo sono stati scavati,  mentre le rovine del primo secolo d.C. devono ancora essere riportate alla luce.

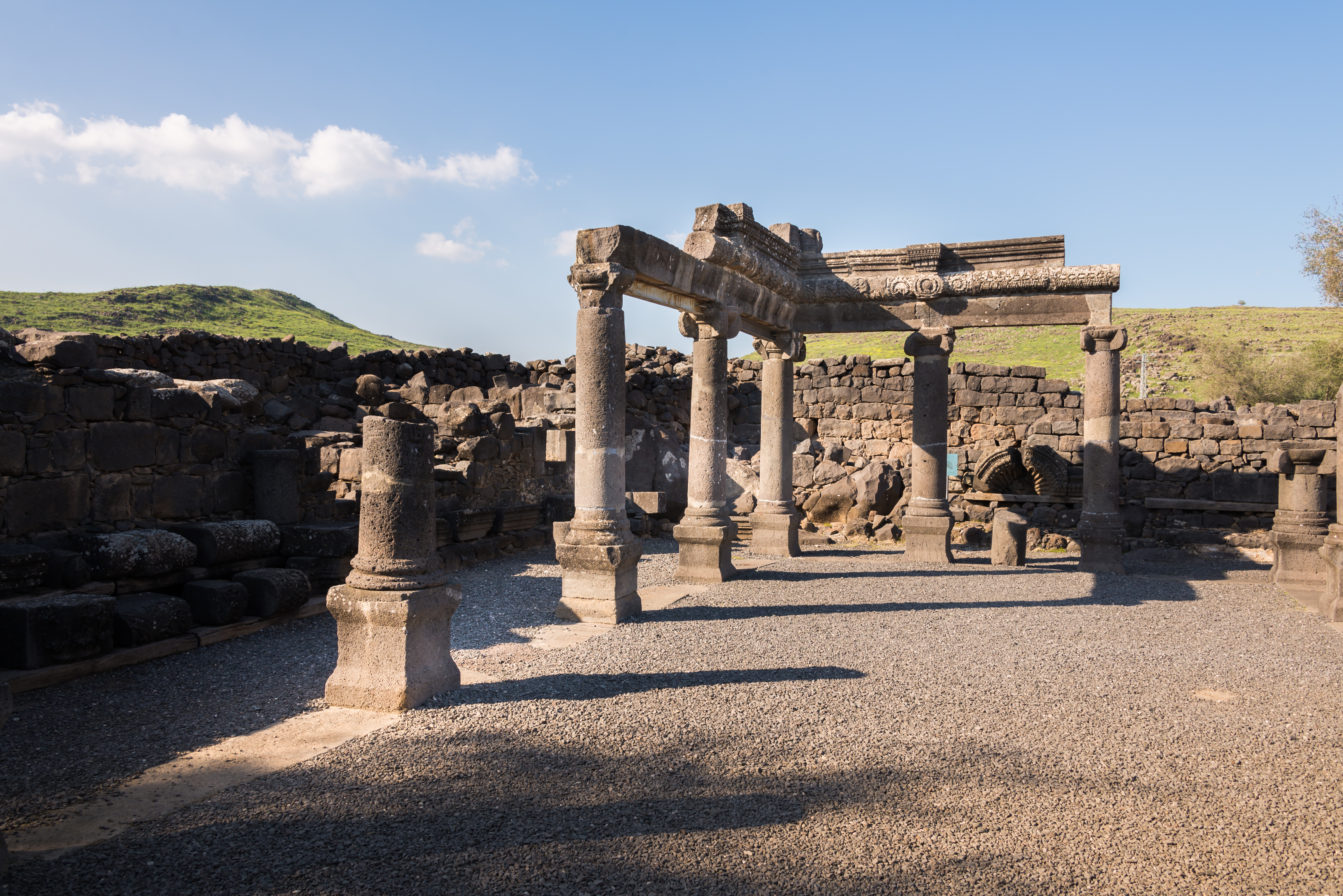
Le rovine di Khirbert Karazeb

Monete lasciate da pellegrinaggi cristiani ci fanno capire che questo era uno dei luoghi favoriti per i visitatori.